# Мадам Сул-Те-Ван
Неллі Кроуфорд (англ. Nellie Crawford), відома як Мадам Сул-Те-Ван (англ. Madame Sul-Te-Wan, 7 березня 1873 — 1 лютого  1959) — американська акторка театру і кіно.

## Біографія

### Ранні роки
Народилася в Луїсвілі, штат Кентуккі, в сім'ї звільнених рабів. Батько покинув сім'ю, коли вона була ще дитиною, і вона залишилася під опікою матері, яка працювала прачкою. З юних років вона була зачарована театром і, подорослішавши, переїхала в Цинциннаті, де вступила в одну з місцевих театральних труп. Незабаром вона організувала власну театральну трупу, з якою гастролювала східним узбережжям. Ніхто з її колег не знав походження її псевдоніму, і як пізніше зізналася Ліліан Гіш, ніхто не наважувався запитати.

### Кінокар'єра
Після переїзду до Каліфорнії Мадам Сул-Те-Ван змогла пробитися на великий екран, дебютувавши в середині 1910-х у знаменитих фільмах Девіда Гріффіта «Народження нації» (1915) і «Нетерпимість» (1916). Протягом 1910-1920-тих вона багато знімалася в кіно, переважно в епізодичних ролях, в таких картинах як «Нові дружини в обмін на старих» (1918), «Коледж» (1927), «Хатина дядька Тома» (1927) і «Королева Келлі» (1929), де її колегами по екрану були такі зірки, як Глорія Свенсон, Бастер Кітон, Мілдред Гарріс і Леатріс Джой. 
З початком епохи звукового кіно Мадам Сул-Те-Ван стала отримувати більш помітні ролі в кіно. Схвальні відгуки критики здобуло її виконання ролі Тібути в драмі «Дівчина Салема», що оповідає про судовий процес над салемськими відьмами в 1692 році.
12 вересня 1953 в Голлівуді відбувся святковий бенкет з нагоди 80-річчя Мадам Сул-Те-Ван. Серед 200 гостей, присутніх на заході, були Луїза Брукс, Мей Марш, Юджин Паллетт і Рекс Інгрем. Рік по тому акторка з'явилася в мюзиклі Отто Премінгера «Кармен Джонс», майже повністю зіграному акторами-афроамериканцями. У картині Мадам Сул-Те-Ван грала бабусю героїні Дороті Дендрідж, і після виходу на екрани в пресі були поширені чутки, що акторки насправді є родичками.
Останній раз на кіноекранах вона з'явилася в 1958 році у військовому пригодницькому фільмі «Флібустьєр» з Юлом Бріннером у головній ролі.

### Особисте життя
Мадам Сул-Те-Ван двічі була одружена. На початку 1900-х вона перебувала в шлюбі з Робертом Рідом Конлі, народила трьох синів. Після народження третьої дитини Конлі кинув сім'ю, і діти залишилися під опікою Сул-Те-Ван. У віці 77 років акторка одружилася з французьким дизайнером інтер'єрів Антоном Ебентуром, шлюб з яким протривав три роки.
Мадам Сул-Те-Ван померла в 1959 році після перенесеного інсульту в будинку для похилих акторів кіно і телебачення в каліфорнійському місті Вудленд-Гіллз у віці 85 років.

## Вибрана фільмографія
- Народження нації (1915)
- Hoodoo Ann (1916)
- Нетерпимість (1916)
- The Children Pay (1916)
- Нові дружини в обмін на старі (1918)
- Коледж (1927)
- Хатина дядька Тома (1927)
- Королева Келлі (1929)
- Кінг-Конг (1933)
- Імітація життя (1934)
- В старому Чикаго (1937)
- Дівчина Салема (1937)
- Мандри Саллівана (1941)
- The English Marriage (1934)